# Voznica
Voznica je obec na Slovensku v okrese Žarnovica. Obec leží na levém břehu řeky Hron mezi městy Žarnovica a Nová Baňa. Katastr obce lemuje z východu Chráněná krajinná oblast Štiavnické vrchy a ze západu Pohronský Inovec. Obcí protéká potok Richňava s ústím do řeky Hron. Nejvyšším místem je Drastvica s nadmořskou výškou 820 m n. m.